# Соловей-Соловейко
«Груня Корнакова», робоча назва «Соловей-Соловейко» — перший радянський кольоровий фільм 1936 року, створений двоколірним віражним способом.

## Сюжет
Події у фільмі відбуваються в дореволюційній Росії. Бунт робітниць великого фарфорового заводу. Після підпалу одного з цехів у вогні гине батько Груні. Пожежу влаштував власник фабрики з метою отримати страхове відшкодування. Груня піднімає робочих на боротьбу, але отримує поранення. Поранена Груня закликає людей не здаватися. 

## У ролях
- Валентина Івашова —  Груня Корнакова
- Володимир Баталов —  Лузнецов, фабрикант
- Михайло Доронін —  Модест Петрович Новостьянов
- Іван Лавров —  Петя Корнаков, батько Груні
- Олена Максимова —  Танька, працівниця
- Микола Екк —  Андрій Рибников, машиніст
- Людмила Тіссе —  шептуха
- Віра Лопатіна —  Фроська
- З. Кашкарьова —  Корначиха, мати Груні
- Г. Єгорова —  дружина Лузнецова
- А. Корсаков —  майстер
- М. Скавронська —  Шадриха, доглядачка
- А. Васильєва —  Варвара
- А. Ігнатьєва —  Фенька
- С. Щепановська —  Тяпчиха
- Олена Ануфрієва —  бригадирша

## Творці
- Автор сценарію: Микола Екк і Регіна Янушкевич
- Постановка Микола Екк
- Художник: Іван Степанов
- Композитор: Яків Столляр
- Оператор: Федір Проворов
- Звукооператор — Дмитро Флянгольц